# Perside (fille de Rhadamiste)
 (juin 2008).
Si vous disposez d'ouvrages ou d'articles de référence ou si vous connaissez des sites web de qualité traitant du thème abordé ici, merci de compléter l'article en donnant les références utiles à sa vérifiabilité et en les liant à la section « Notes et références ».
Dans la tragédie Rhadamiste et Zénobie de Crébillon, Perside est une princesse arménienne du Ier siècle de notre ère. Ce personnage à l'existence historique non attestée se retrouve dans d'autres tragédies postérieures.
Dans cette perspective, Perside est la fille unique du roi Rhadamiste et de Zénobie. Sa mère a été poignardée et laissée pour morte par son mari afin de ne pas tomber dans les mains des Parthes qui envahissent l'Arménie en 54. Toutefois, elle survit et est sauvée par des pêcheurs chez qui elle donne naissance à Perside. Par la suite, Zénobie serait retournée à la capitale à la rencontre du nouveau roi, Tiridate Ier, qui adopte Perside et épouse Zénobie. Plus tard, elle épouse le général romain Helvidius Priscus mais ne l'accompagne pas à Rome. Ce qu'elle devient par la suite n'est pas connu.